# Ty51
Паровоз Ty51 (Towarowe (пол. Товарный), осевая характеристика — y (1-5-0), разработан в 1951 году) — польский магистральный тяжёлый грузовой паровоз типа 1-5-0, выпускавшийся заводом Цегельского с 1953 по 1958 гг. Был создан на базе конструкции паровозов Ty45 и Ty246. 

Один Ty51 находится в паровозном депо Скерневице.